# ’03 Bonnie & Clyde
’03 Bonnie & Clyde — совместный сингл Бейонсе и Jay-Z. Песня вошла в альбом Jay-Z The Blueprint 2: The Gift & The Curse, а также в некоторые издания дебютного альбома Бейонсе Dangerously in Love.

## Описание
В песне в качестве семпла используется «Me and My Girlfriend» Тупака Шакура, которая вышла на посмертном альбоме «The Don Killuminati: The 7 Day Theory». Бейонсе также подражает хуку из песни Шакура в припеве («Down to ride til the very end, me and my boyfriend»).
«’03 Бонни и Клайд» был принят критиками благосклонно, они высоко оценили использование семплов и прокомментировали отношения между Jay-Z и Бейонсе. Крис Райан из журнала «Spin» и Джон Буш из «Allmusic» посчитали песню лучшим треком на альбоме «The Blueprint 2: The Gift & the Curse». По мнению Буша, песня получилась «ловким R&B кроссовером с Бейонсе Ноулз» («a slick R&B crossover with Beyoncé Knowles»).

## Список композиций
- «’03 Bonnie & Clyde» (Clean Radio Version)
- «’03 Bonnie & Clyde» (Instrumental)
- «’03 Bonnie & Clyde» (Radio Edit)

## Чарты
| Чарты (2002r./2003r.)           | Пик Позиция |
| ------------------------------- | ----------- |
| Australian ARIA Singles Chart   | 2           |
| Austrian Singles Chart          | 28          |
| Canadian Singles Chart          | 4           |
| Dutch Top 40                    | 5           |
| French Singles Chart            | 25          |
| German Singles Chart            | 6           |
| Irish Singles Chart             | 20          |
| Italian Singles Chart           | 8           |
| New Zealand RIANZ Singles Chart | 4           |
| Swiss Singles Chart             | 1           |
| Swedish Singles Chart           | 14          |
| UK Singles Chart                | 2           |
| Billboard Hot 100               | 4           |
| Billboard Hot R&B/Hip-Hop Songs | 5           |
| United World Chart              | 7           |